# متون مانوی قبطی
متون مانوی قبطی دستنویس‌هایی به زبان قبطی هستند که در سال ۱۹۳۰ میلادی در مصر کشف شدند. از طریق این متون، آگاهی دربارهٔ مانی و آیین مانوی افزایش یافت. متون قبطی روشنایی بیشتری بر بسیاری از سنن مربوط به زندگی و مرگ مانی افکند. از میان این دست‌نویس‌ها، سه کتاب مواعظ، کفالایا و مزامیر منتشر شده‌است.
در آستانهٔ قرن جدید مانوی‌شناسی انحصاراً از روی منابع دست دوم و عمدتاً از روی نوشته‌های الحادی مخالفان مسیحی، زردشتی، بودایی، و مسلمانِ مانی صورت می‌گرفت (۷۶ تا ۲۱۶ م). در آغاز قرن بیستم کشفیات جادهٔ ابریشم متونی از منابع اولیه را در اختیار ما قرار داد. این قطعات متنی که به چینی و فارسی یا به زبان‌ها و خطوط قدیمی ناشناخته یا کمتر شناخته‌شده‌ای چون تُخاری، فارسی میانه، پارتی، سغدی، باختری، و ترکی اویغوری نوشته شده‌بودند، اساساً موجب شناخت و تفسیر جدیدی از مانوی‌شناسی شدند؛ مثل اینکه که با افزودن تکه‌های یک موزائیک پیچیده کم‌کم طرح آن را نمودار می‌ساخت.
همچنان‌که تحقیقات روی این متون پیش می‌رفت یک سری متون مانوی قِبطی در اواخر دههٔ ۱۹۲۰ در مصر کشف شد و در طول این دهه ویرایش‌های مهمی صورت گرفت. با کشف همزمان، شناخت و انتشار اولیهٔ متون تورفانی (که در دورهٔ بعد از جنگ جهانی دوم هم ادامه یافت)، می‌توان گفت که پیدایش این متون بیش‌ترین پیشرفت را در فاصلهٔ بین دو جنگ جهانی داشته‌است.
از سال ۱۹۴۵ عمده‌ترین پیشرفت در متون مانوی، فراگیری و ویرایش نسخه‌های کوچک یونانی بود تا سال ۱۹۹۱ وقتی که متون جدید به زبان قبطی و زبان‌های دیگر در ریگ‌زارهای واحد کویری داخلا در حدود ۲۳۰ مایلی غرب شهر اقصر در مصر، در نزدیکی سایت باستانی کِلیس (اسمنت الخراب امروزی) کشف شدند. ویژگی تمام اسناد مانوی شناخته‌شدهٔ قبطی این است که تابع لهجهٔ اَخمیمی هستند.

## متون مانوی قبطی کشف‌شده در دههٔ ۱۹۲۰ میلادی
گفته‌شده که احتمالاً به شکل نه خیلی صحیح، هفت عدد از نسخه‌های پاپیروس قبطی مانوی مربوط به قرن چهار هستند که از مدینة ماضی بدست آمده‌اند و در سال ۱۹۲۹ توسط سه دلال به هشت قسمت تقسیم شدند و هانس اوستن فلد لانگه (۱۸۶۳–۱۹۴۳) مصرشناس دانمارکی در نوامبر همان سال برای خریدشان وارد بحث شد، اما بعد از مذاکرات گسترده، نسخه‌های قدیمی به آلفرد چیستر بیتی، و پروفسور کارل اشمیت (۱۸۶۸ تا ۱۹۴۳) در برلین فروخته شدند. او کسی است که در اولین انتشار محققانهٔ این یافته‌ها همکاری کرد. (اشمیت و پولوتسکی)، نهایتاً قسمتی از مجموعهٔ اشمیت به آکادمی ویزنیس فوتن در برلین داده شد. 
بعد از عملیات حفظ و نگهداری که توسط متخصص آلمانی، هوگو ایبه‌سر و پسرش رولف (متوفی ۱۹۶۷) در برلین بر روی تمام مکشوفات انجام شد، این مجموعه بیتی که رونمایی هم شده بود، به صاحبش در لندن برگردانده شد. در سال ۱۹۵۳ این مجموعه به دوبلین انتقال یافت. سرنوشت قطعات دیگر متون مانوی بر ما معلوم نیست. به خاطر حوادث جنگ جهانی دوم به نظر می‌رسد که برخی از آن‌ها به موزهٔ مصرشناسی در برلین شرقی برگردانده شده باشند. 
بعضی دیگر توسط روسیه ضبط و به ورشو رفته و باقی خراب یا گم شده باشند. اگرچه ممکن است که آن‌ها در انجمن ایالت‌های مستقل (شوروی سابق) نگهداری شوند. تاریخچهٔ کشف و معرفی مکان‌های تقریبی این مجموعه به روشی متفاوت از قبل توسط این افراد صورت گرفت: والتر بلنز، الکساندر بولیگ، سورن گیورسن، رولف ایبسچر، جیمز ام. رابینسون، و میشل تاردین. هفت نسخهٔ خطی شناخته‌شده شامل کتاب مزامیر مانوی، قطعات زبور، دو نسخه از کفالایا، یک مجموعه از مواعظ، اعمال و مجلدی از نامه‌های مانی می‌شوند.
دو قسمت از این کتاب مزامیر چاپ شده‌است، قسمت ۱ (۱۷۲ برگه) در یک رونوشت، قسمت دوم (۱۱۷ برگه) ولی فقط تعدادی از این مزامیر مورد مطالعه قرار گرفته‌اند. برخی قطعات رونمایی‌نشده توسط اتوفیرچو در زمانی که او در سال ۱۹۴۵ به سمت خاک بریتانیا در پرواز بود، از موزهٔ مطالعات مصر در شرق برلین خریداری شد. آن‌ها اکنون در موزهٔ بریتانیا هستند.
کتاب زبور که توسط دلالان مصری به چند بخش تقسیم شده بود، شامل نسخهٔ خطی B در کتابخانهٔ چستربیتی و پی برول ۱۵۹۹۵ در برلین (۱۵۶ برگ رونمایی شده و قطعهٔ کتاب حفاظت شده‌ای که شامل حداکثر ۱۲۰ برگ رونمایی نشده‌است). اگرچه چندین محقق روی این نسخه‌های خطی که به شکل ناصحیحی نگهداری شده‌اند، یک سری مطالعاتی را انجام دادند (مثل بولیگ، کارستن کالپ، رابینسون و همکارانش) اما تنها برخی از عناوین و یادداشت‌های این بخش منطبق با ساختار علم مطالعهٔ نسخ خطی چاپ شده‌است. 
دو مجموعه از کفالایا به جای اینکه به تشابهات‌شان در عنوان و جزئیات دیگر پرداخته شود، شناسایی و توصیف آن‌ها بر مبنای اختلافات مهمی که با هم دارند، صورت می‌گیرد. بزرگ‌ترین بخش یکی از این مجموعه‌ها در برلین نگهداری می‌شود.
بعد از ۱۹۴۵ برخی برگه‌های چاپ‌نشده در ورشو پدیدار شد و صفحات ۳۱۱ تا ۳۳۰، که از قطعهٔ برلین حذف شده بودند، توسط آدلف گرومان در مصر خریداری شدند و وین در کتابخانهٔ ملی نگهداری می‌شوند. نسخهٔ خطی دوم در کتابخانهٔ چستر بیتی شامل سرفصل‌های ثابت یا این عنوان است: کفالایا خرد خدای من، مانی. فقط بخش کوچک‌تر از مجموعهٔ مواعظ (نسخهٔ خطی D، کتابخانه چستربیتی) اخیراً چاپ شده و به زبان آلمانی ترجمه شده‌است.
بخش بزرگتر آن (پی. برول ۱۵۹۹۹) توسط محققین قبل از جنگ جهانی دوم غیرقابل بازگشایی تشخیص داده شده و به عنوان یک قطعه نمایشگاهی استفاده می‌شود (و با عنوان «کلاه گیس» شناخته می‌شود). تصویری از نسخهٔ خطی کتاب اعمال (پی. برول. ۱۵۹۹۷) با جلد سالم آن در سال ۱۹۳۳ چاپ شد، اما فقط هفت یا هشت برگه از آن تا سال ۱۹۴۵ احیا شد. در هر صورت یکی از آن‌ها به ورشو و دیگری به دوبلین ختم شد. آخرین نسخهٔ خطی شامل مجموعه‌ای از نامه‌های مانی می‌شود (پی. برول ۱۵۹۹۸). جمعاً می‌دانیم که بین ۲۶ تا ۳۴ برگ احیا شدند که ۳ عدد از آن‌ها در ورشو هستند.

## کشفیات اخیر
در سه فصل اولیهٔ حفاری‌ها (۱۹۸۶ تا ۱۹۸۸) که توسط کلین هوپ انجام می‌شد (۱۹۸۸، همان ۱۹۹۰)، اتحاد استرالیایی‌ها، کانادایی‌ها، و پروژهٔ واحهٔ انگلیسی داکلا، همه تحت هدایت کامل آنتونی جی. میلز تعدادی از متون مسیحی بشارت‌دهنده و کلاسیک یونانی را کشف کردند که متن ایزوکراتس خطیب را هم شامل می‌شود (۴۳۶ تا ۳۳۸ ق م) در طول فصل چهارم منزل سوم در کلیس کشف شد و آن شامل بیش از ۳٫۰۰۰ پاپیروس و قطعات دیگری می‌شود که در بین آن‌ها اسناد مانوی قرن چهارم به خط سریانی (روی پاپیروس و پوست) و یک تابلوی دو زبانهٔ قبطی- سریانی وجود دارد که یک متن جبرگرایانهٔ پُر اهمیت است (دپویت۱۹۹۱)، بعلاوه چندین قطعه از یک نسخهٔ خطی منقش (مقایسه شود با یک نسخه خطی مانی در کلن) و دو نسخهٔ خطی ساخته‌شده از تخته‌های چوبی (از اتاقک ۴) که سرودها و مزامیری از نمونه‌های شناخته‌شده یا ناشناخته را هم شامل می‌شد. انتشار این مجموعهٔ مهم اعلان شده‌است (الکوک و دیگران).

## خط سیر پژوهش‌ها
به خاطر طبیعت این متون، هر گروه از منابع (قبطی، یونانی، ایرانی، ایغوری، و غیره) اهمیت خاصی در مطالعات مانوی دارد. قطعات شرح و تفسیری که در نسخهٔ خطی زبور گنجانده شده‌است، دیدی اجمالی از کارهای شرعی به ما می‌دهد که می‌تواند جاهای خالی یا آسیب‌دیدهٔ انجیل زنده مانی را پُر کند و شاید سرانجام پیوندی بین متون مشابه آسیای مرکزی برقرار شود. مزامیر به علت تعداد و هم به علت کیفیت ادبی، منحصر به فرد هستند. ارتباط با طریقهٔ مندالیه را هم باید لحاظ کرد چرا که تطبیق آن‌ها با مزامیر ایرانی مفید خواهد بود. به‌خصوص مزامیر توماس که محور مطالعه است.
از طرف دیگر با مشخص‌شدن نکات زیادی در اسناد تورفان، کفالایا گزیده‌های تعلیمی صحیحی را در اختیار ما قرار می‌دهد (برای مثال زیارتگاه، شناخت واژه‌های تکنیکی، پیشینهٔ مانی و ارتباط با رساله‌های ایرانی و چینی). 
نسخهٔ خطی کفالایای دوبلین به شکل خاصی بشارت‌دهنده است زیرا شامل ارجاعاتی به سنت‌های مانویان شرق ماست. همچنین اسناد قبطی که به دلیل مطالعهٔ مسیحیان مانوی مهم هستند موعظه‌ها نه‌تنها به زیبایی در هنگام سوگواری خوانده می‌شدند، بلکه حامل اطلاعاتی از رویدادهای تاریخی هستند که مرتبط با پایان غم‌انگیز زندگی مانی و آغاز تاریخ نهاد دینی روحانیت است. یک اختلاف عمدهٔ منابع آسیای مرکزی این است که به نظر می‌رسد در دین مانوی قبطی مراسم اعتراف وجود ندارد. تنها برگ به چاپ‌رسیده از این نامه‌ها و کفالایای دوبلین هم حکایت از علاقهٔ زیاد به ایران‌شناسی دارد زیرا چنین اسماء و مشاغلی را در بَر می‌گیرد.
ارتباطات و مبادلات بین جوامع مانوی و مسیحیت اولیه در مصر هنوز خیلی زیاد مورد تردید است (استرومزا). نهایتاً مقایسهٔ تکنیکی واژه‌شناسی مانوی با آنچه که در ویرایش‌های انتقادی متون کلاسیک می‌بینیم، هر دو به عنوان بخشی از واژه‌نامهٔ الفاظ و مفاهیم مانوی تحت عنوان پروژهٔ تحقیقاتی بین‌المللی مانویت مطرح شدند تا به یک تفسیر فخیمی از مانویت به عنوان یک سیستم گنوستیک برسیم. 
در این بین زبان‌شناسی و به ویژه گویش‌شناسی، همچنین تحقیق و انتشار متون بایگانی‌شده (کپی‌هایی که متن اصلی آن‌ها مفقود یا تخریب شده‌اند و در بایگانی قبلی آکادمی پری پاسیچا در وسین چافتن در برلین است) لازم می‌نماید. قطعات دو زبانه یا سه زبانه از کلیس موجب روشن شدن اصالت این متون و تکنیک‌های ترجمه شد.
بعد از انتشار اولیهٔ متون قبطی در دههٔ ۱۹۳۰، جنگ جهانی دوم، کشف متعاقب متون گنوسیگ ناگ حمدی در مصر، توجه همه معطوف آن‌ها شده بود تا اینکه گیورسن ویرایش رونوشت متون دوبلین را در دهه ۱۹۸۰ بر عهده گرفت.
انتظار می‌رفت که ویرایش‌های منتقدانهٔ متن، ترجمه‌ها و تفاسیر این متون در دههٔ ۱۹۹۰ تحت نظارت کمیتهٔ بین‌المللی چاپ پاپیروس‌های قبطی مانوی به کتابخانهٔ چستر بیتی صورت بگیرد. کتابخانه‌ای که توسط گیورسن (دانمارکی)، رادلف کاسر (سوئیسی) و مارتین کرایوس (آلمانی) گردانده می‌شد. 
همچنین پیش‌بینی می‌شد که یک ویرایش از اسناد قبطی برلین هم تحت مدیریت رابین سن صورت بگیرد. لازم است برای کتاب‌شناسی و اطلاعات جاری مانوی در انجمن بین‌المللی مطالعات مانوی، مقالات خبرنامهٔ مطالعات مانوی ۱۹۸۸ که توسط آلویس فان تنگرلو نشر داده شده‌است، مورد مشاهده و هم‌فکری قرار بگیرد.